# Chciałem być
Chciałem być – czwarty album zespołu Extazy wydany 16 kwietnia 2018 roku nakładem firmy fonograficznej Green Star. Na krążek trafiło 13 utworów i 5 remiksów. Płyta zawiera takie przeboje jak: Chciałem być, Tylko ona i ja i Noc taka czarna.

## Lista utworów
1. Chciałem być (muz. i sł. Kamil Chludziński)
2. Mówiłaś kocham (muz. i sł. Krzysztof Tatarczuk)
3. Jeszcze raz przytul mnie (muz. i sł. Krzysztof Tatarczuk)
4. Całą wieczność (muz. i sł. Krzysztof Tatarczuk)
5. Sexi bomba (Extazy & Top Girls) (muz. i sł. Kamil Chludziński)
6. Master (muz. i sł. Kamil Chludziński i Krzysztof Wołoszyn)
7. W ciemną noc (muz. Przemysław Oksztul, sł. Kamil Chludziński i Adam Grabowski)
8. Mój aniele (muz. i sł. Kamil Chludziński)
9. Tylko ona i ja (muz. Kamil Chludziński, sł. Kamil Chludziński i Adam Grabowski)
10. Dziwna sytuacja (muz. i sł. Dawid Kłosiński)
11. Noc taka czarna (muz. i sł. Kamil Chludziński i Adam Grabowski)
12. Twoim ciałem (Extazy & Boryss) (muz. i sł. Kamil Chludziński)
13. Lubię to (muz. i sł. Krzysztof Tatarczuk)
14. Sexi bomba (DJ Slayback REMIX)
15. Sexi bomba (DJ Sequence REMIX)
16. Mój aniele (Freaky Boys REMIX)
17. Master (DJ Sequence REMIX)
18. Master (WoW Clube & SmaliRura REMIX)